# Show Dogs
Show Dogs es una película estadounidense de buddy cop y comedia dirigida por Raja Gosnell, escrita por Max Botkin y Marc Hyman y protagonizada por Will Arnett, Chris "Ludacris" Bridges, Natasha Lyonne, Jordin Sparks, Gabriel Iglesias, Shaquille O'Neal, Omar Chaparro, y Stanley Tucci. 
La película fue estrenada en los Estados Unidos el 18 de mayo de 2018.

## Reparto
- Will Arnett como Frank, compañero de Max.
- Natasha Lyonne como Mattie.
- Omar Chaparro como Señor Gabriel.
- Oliver Tompsett como Chauncey.
- Andy Beckwith como Berne.
- Kerry Shale como Thin Man.
- Bradley Gosnell como Stage Manager.

### Voces
- Chris "Ludacris" Bridges como Max, un Rottweiler que trabaja como policía.
- Jordin Sparks como Daisy, una Pastor ovejero australiano y el interés amoroso de Max.
- RuPaul como Persephone, una Xoloitzcuintle.
- Gabriel Iglesias como Sprinkles, un Pug.
- Shaquille O'Neal como Karma, un Komondor.
- Stanley Tucci como Philippe, un Papillón Francés.
- Alan Cumming como Dante, un Yorkshire terrier.
- Anders Holm, Blake Anderson y Kate Micucci como un trío de palomas delegadas por Max.
- Kerry Shale como Sarge, Luther, Deepak el Tigre, Rottweiler de Chicago, Perros de Bastidores.
- Bradley Gosnell como Anunciador de Caesars, Rottweiler de Tennessee, Labrador Macho, Rey Poodle, Perros Ágiles, Perros de Bastidores.
- Delaney Milbourn como Sparky, Ling Li, Mamá Rottweiler, Afghan, Labrador Hembra, Cannonball Terrier, Perro Cowabunga, Perros de Bastidores.
- Stephen Hogan como Mastif, Anunciador de Canini.
- Andrew Ortenberg como Perros Ágiles, Perros de Bastidores.

## Producción
Show Dogs comenzó el rodaje el 28 de noviembre de 2016 en Pinewood Studio Wales en el Reino Unido, y también tomó lugar en Las Vegas.

## Estreno
Show Dogs fue estrenada en cines el 18 de mayo de 2018.

## Recepción
Show Dogs recibió reseñas generalmente negativas de parte de la crítica y de la audiencia. En el sitio web especializado Rotten Tomatoes, la película posee una aprobación de 16%, basada en 62 reseñas, con una calificación de 3.3/10 y un consenso crítico que dice: «Show Dogs puede entretener a los espectadores muy jóvenes, pero para cualquier otra persona, amenaza el equivalente cinematográfico de un periódico enrollado en el hocico.» De parte de la audiencia tiene una aprobación de 23%, basada en más de 500 votos, con una calificación de 2.0/5.
El sitio web Metacritic le dio a la película una puntuación de 31 de 100, basada en 14 reseñas, indicando "reseñas generalmente desfavorables". En el sitio IMDb los usuarios le asignaron una calificación de 3.9/10, sobre la base de 4803 votos, mientras que en la página web FilmAffinity la cinta tiene una calificación de 3.9/10, basada en 299 votos.